# Neon Christ 7"
Neon Christ 7" – debiutancki minialbum amerykańskiej grupy muzycznej Neon Christ, wydany w roku 1984. Wydawnictwo ukazało się nakładem niezależnej wytwórni fonograficznej Social Crisis Records. Produkcją albumu zajął się sam zespół, zaś w tworzeniu materiału grupie pomagał inżynier dźwięku Scott Hyman.

## Opis albumu
Album został nagrany na przełomie stycznia oraz lutego 1984 roku w JBS Studios w miejscowości Avondale w stanie Georgia. Wydawnictwo ukazało się na rynku 31 marca 1984 roku. Zostało ono wydane w limitowanej edycji 1000 sztuk. Dystrybucją albumu zajęła się niezależna firma fonograficzna Social Crisis Records. Materiał wypełniło w sumie 10 kompozycji, autorstwa zespołu. Po wydaniu płyty, zespół udał się w trasę koncertową, grając głównie wzdłuż wschodniego wybrzeża Stanów Zjednoczonych. Grupa podczas promocji wydawnictwa, grała obok takich zespołów jak Corrosion of Conformity oraz Dead Kennedys.

## Lista utworów
| Nr. |  | Tytuł                  | Tekst        | Muzyka                    |
| --- |  | ---------------------- | ------------ | ------------------------- |
| 1.  |  | "Parental Suppression" | Randy DuTeau | DuVall / Lankford / Demer |
| 2.  |  | "Draft Song"           | Randy DuTeau | DuVall / Lankford / Demer |
| 3.  |  | "Winding"              | Randy DuTeau | DuVall / Lankford / Demer |
| 4.  |  | "Bad Influence"        | Randy DuTeau | DuVall / Lankford / Demer |
| 5.  |  | "Neon Christ"          | Randy DuTeau | DuVall / Lankford / Demer |
| 6.  |  | "We Mean Business"     | Randy DuTeau | DuVall / Lankford / Demer |
| 7.  |  | "Yoof"                 | Randy DuTeau | DuVall / Lankford / Demer |
| 8.  |  | "It's Mine"            | Randy DuTeau | DuVall / Lankford / Demer |
| 9.  |  | "Doom"                 | Randy DuTeau | DuVall / Lankford / Demer |
| 10. |  | "After"                | Randy DuTeau | DuVall / Lankford / Demer |
|     |  |                        |              |                           |

## Twórcy
Opracowano na podstawie materiału źródłowego
Neon Christ
- Randy DuTeau - śpiew
- William DuVall - gitara prowadząca, wokal wspierający
- Danny Lankford - gitara basowa
- Jimmy Demer - perkusja

Produkcja
- Nagrywany: Styczeń - Luty 1984 w JBS Studios w Avondale
- Producent muzyczny: Neon Christ
- Inżynier dźwięku: Scott Hyman, Jimmy Demer
- Zdjęcia: Chuck Gill
- Projekt okładki (przód): Thomas Hafley
- Projekt okładki (tył): Neon Christ